# Cratere Millikan
Millikan è un cratere lunare di 93,97 km situato nella parte nord-occidentale della faccia nascosta della Luna.